# Watford City
Watford City (hidatsa: abaʔaruʔush), és una població dels Estats Units a l'estat de Dakota del Nord. Segons el cens del 2000 tenia 1.435 habitants.

## Demografia
Segons el cens del 2000, Watford City tenia 1.435 habitants, 619 habitatges, i 378 famílies. La densitat de població era de 371,9 hab./km².
Dels 619 habitatges en un 28,4% hi vivien nens de menys de 18 anys, en un 48,9% hi vivien parelles casades, en un 8,7% dones solteres, i en un 38,8% no eren unitats familiars. En el 37,5% dels habitatges hi vivien persones soles el 22% de les quals corresponia a persones de 65 anys o més que vivien soles. El nombre mitjà de persones vivint en cada habitatge era de 2,22 i el nombre mitjà de persones que vivien en cada família era de 2,91.
Per edats la població es repartia de la següent manera: un 24,8% tenia menys de 18 anys, un 5,7% entre 18 i 24, un 20,4% entre 25 i 44, un 24,8% de 45 a 60 i un 24,3% 65 anys o més.
L'edat mediana era de 44 anys. Per cada 100 dones de 18 o més anys hi havia 83,8 homes.
La renda mediana per habitatge era de 29.688$ i la renda mediana per família de 36.850$. Els homes tenien una renda mediana de 32.250$ mentre que les dones 21.193$. La renda per capita de la població era de 18.084$. Entorn del 9,8% de les famílies i el 12,2% de la població estaven per davall del llindar de pobresa.

## Poblacions més properes
El següent diagrama mostra les poblacions més properes.